# The Overstanding
The Overstanding – trzydziesty siódmy album studyjny Sizzli, jamajskiego wykonawcy muzyki reggae i dancehall.
Płyta została wydana 17 października 2006 roku przez amerykańską wytwórnię Koch Records. Produkcją nagrań zajęli się Damon Dash oraz Kareem "Biggs" Burke.
10 lutego 2007 roku album osiągnął 15. miejsce w cotygodniowym zestawieniu najlepszych albumów reggae magazynu Billboard (było to jego jedyne notowanie na liście).

## Lista utworów
1. "Take Myself Away"
2. "Break Free"
3. "Pay To Learn"
4. "Solid As A Rock"
5. "I Love You Baby"
6. "Give Me A Try"
7. "Cost of Living"
8. "Black Woman & Child"
9. "Smoke Marijuana"
10. "Beautiful Day"
11. "Thank You Mama"
12. "Just One of Those Days"
13. "Thank You for Loving Me"
14. "Take Myself Away Remix" feat. Curtains